# Doubí (Třebeň)
Doubí (deutsch Aag) ist ein Ortsteil der Gemeinde Třebeň (Trebendorf) im tschechischen Okres Cheb (Bezirk Eger). 

## Geographische Lage

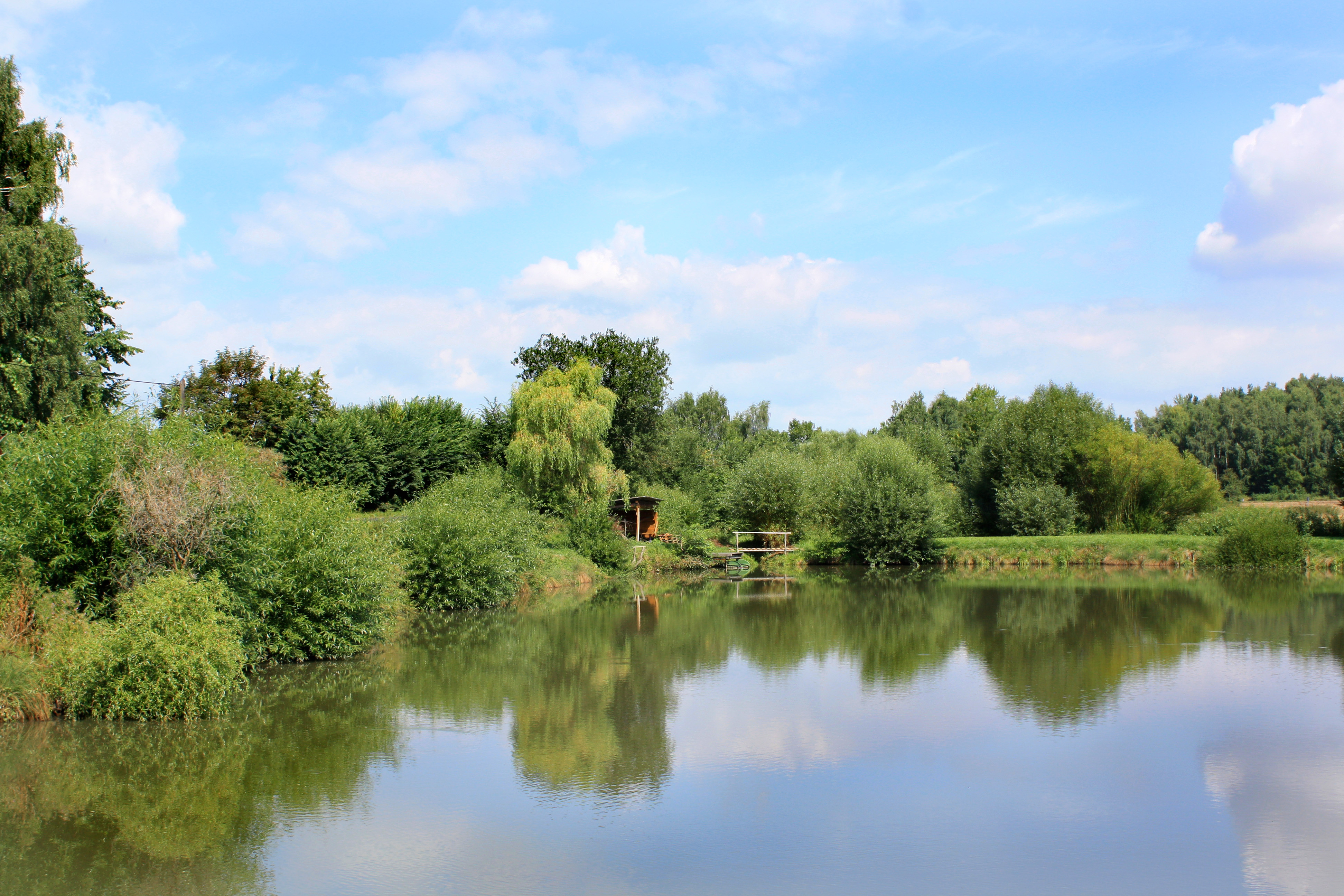
Blick über den Teich in Doubí

Der Ort befindet sich etwa 1,5 Kilometer südlich von Třebeň unweit der Eger. Er besteht nur aus wenigen Häusern. Östlich der Durchgangsstraße liegt ein kleiner Teich. Auch ins benachbarte und rund 500 m südöstlich gelegene Chocovice (dt. Kötschwitz) führt eine Straße. Die deutsch-tschechische Grenze befindet sich sowohl nach Norden Richtung Bad Brambach als auch nach Westen in Richtung Waldsassen keine zehn Kilometer entfernt. Der Katasterbezirk Doubí u Třebeně umfasst eine Fläche von 1,11 km².

## Geschichte
Das Dorf liegt im historischen Egerland und gehörte von 1938 bis 1945 als Ortsteil von Trebendorf zum Reichsgau Sudetenland. Die Eisenbahnstation und das Postamt waren in Tirschnitz (Tršnice). Im Ort lebten im Jahre 1940 92 Einwohner. Der Eisenbahnanschluss ist Tršnice besteht noch heute. 2011 lebten im Ort noch 39 Personen.
| Jahr      | 1869 | 1880 | 1890 | 1900 | 1910 | 1921 | 1930 | 1950 | 1961 | 1970 | 1980 | 1991 | 2001 | 2011 |
| --------- | ---- | ---- | ---- | ---- | ---- | ---- | ---- | ---- | ---- | ---- | ---- | ---- | ---- | ---- |
| Einwohner | 70   | 86   | 83   | 91   | 92   | 102  | 98   | 24   | 47   | 58   | 45   | 40   | 39   | 39   |
| Häuser    | 7    | 9    | 9    | 9    | 11   | 11   | 11   | 7    | -    | 7    | 7    | 14   | 7    | 7    |